# 鹿内孝
鹿内 孝（しかうち たかし、1941年2月25日 - ）は、日本の俳優、歌手。
群六舎プロダクションを経て、ケイダッシュ所属（デビュー当時は渡辺プロダクション）。

## 経歴
千葉県市川市出身。小学5年生から高校2年生まで、キリスト教会の聖歌隊に在籍。
私立市川高等学校卒業。血液型はB型。
ニューヨーク大学に2年間留学。市川高等学校の同級生にはバーニンググループの総帥・周防郁雄(1941年生まれ)とケイダッシュ会長の川村龍夫(1941年生まれ)がいた。
1959年に鹿内タカシ＆ブルーコメッツを結成。日本劇場でのウエスタン・カーニバルに出演。鹿内ブルコメのメンバーにはジャッキー吉川、井上忠夫、三原綱木と後のGSブルコメの核となる人物が加入していた。
1961年、渡辺プロに入り、翌1962年に「ロカビリー歌手」としてレコード・デビューした。同年、映画デビューも果たしている。
1966年から1968年までアメリカへ音楽留学。1968年に「愛のきずな/想い出のブルーレイン」で活動を再開。
1972年、「本牧メルヘン」（阿久悠作詞・井上忠夫作曲をヒットさせた。
1980年代から1995年3月まで、NHK-FMの音楽番組「セッション'〇〇」（〇〇には西暦年の末尾2文字が入る）の司会者としても長く活躍した。
俳優としては、クールな二枚目から、刑事ドラマやサスペンスドラマでの悪徳政治家、社長、ヤクザ者や犯人役といった悪役まで、様々な役柄を演じている。なかにし礼の小説『世界は俺が回してる』に周防や川村と共に実名で登場し、当時の音楽状況を垣間見る数々のエピソードが披露されている。
趣味及び特技は英会話、スキー、スクーバダイビング。趣味はウインドサーフィン、バイク、登山、フィッシング。

## 主なシングル/楽曲
- 俺は最低な奴さ(1962)
- タカシとロック(1962)
- 涙をおふき[8](1962)
- ベン・ケーシー
- 鏡の中のジョニー(1963)
- 泣かずにいられない(1963)
- ウエディングベルをかきならせ
- 戦場の恋(1963)
- 君を求めて(1963)
- 少年忍者風のフジ丸(1964)
- 恋はスバヤク(1964)
- シェリーからの手紙(1964)
- コメ・ノイ/平和の誓い(1964)
- 白い雲に胸はって(1964)
- ほほにかかる涙
- 愛のきずな/想い出のブルー・レイン(1968)
- モカの香り
- 気になる男(1971)
- 本牧メルヘン(1972)
- 別離
- 愛の記憶
- 情熱
- 五月のバラ
- 片想い
- パピヨン
- 裏窓(1977)
- 夕ぐれの雨(1977)
- 1990年
- インディアン・サマー(1979)
- たとえば貝のように(1981)

## アルバム
- 愛のふれあい（1973)
- 情熱　ある再会（1976)
- MESSAGE（1977)
- ベスト

## 出演

### 映画
- 夢で逢いましょ（1962年、東宝） - 歌手
- 素晴らしい悪女（1963年、東宝） - ラブリホ
- 嘘（1963年、大映） - 山田
- ならず者（1964年、東映） - 周
- 華やかな女豹（1969年、日活） - 生田洋
- 番格ロック（1973年、東映） - 沖田五郎
- 餌食（1979年、東映） - 仲根真一郎
- 桃尻娘 プロポーズ大作戦（1980年、にっかつ）
- 制覇（1982年、東映） - 黒木
- 卍（1983年、東映） - 法月
- 探偵物語（1983年、東映） - 国崎和也
- 麻雀放浪記（1984年、東映） - テディ
- チ・ン・ピ・ラ（1984年、プルミエ・インターナショナル、フジテレビジョン） - 雨宮
- 極道の妻たち（1986年、東映） - 新海
- 風の国（1991年、東映アストロ）
- 魚からダイオキシン!!（1992年、松竹） - ナカネ
- 修羅の伝説（1992年、東映）
- 極つぶし（1994年、ケイエスエス）- 嶋岡武士
- 獅子の血脈（2001年、グルーヴコーポレーション） - 秋葉一家舎弟 高原平造
- 親分はイエス様（2001年、グルーヴコーポレーション）- 柳川
- 新・仁義なき戦い/謀殺（2003年、東映ビデオ） - 前田商事社長 前田正
- おにぎり ARCADIA物語（2004年、映画『おにぎり』製作委員会） - 佐伯頭取
- 亡国のイージス（2005年、松竹） - 湊本仁志（海上幕僚長）

### テレビドラマ
- 新日本百景 第1話「素足の青春 東京」（1963年、NHK）
- 往診休診（1963年、TBS）
- 東芝日曜劇場 / 手錠（1964年、ABC）
- 大物養成計画（1965年、NTV）
- 日産スター劇場 / 飛びこんだお嬢さん（1965年、NTV）
- フラワーアクション009ノ1 第4話「殺し屋はニューモードがお好き」（1969年、CX / 東映） - 木村
- プレイガール（12ch / 東映）
  - 第33話「ギャング子守唄」（1969年） - 伊達
  - 第95話「女の武器は忍び恋」（1971年） - ジロー
  - 第166話「港で死んだ娘が鴎になった」（1972年） - 孝司
  - 第221話「ヌードモデル殺人事件」（1973年） - 榊原卓也
  - 第265話「出雲・女は裸で一騎討ち」（1974年） - 松垣
- 新平四郎危機一発 第17話「愛と悲しみの町」（1970年、TBS / 国際放映）
- およめにいきたい（1970年、CX）
- ゴールドアイ 第4話「逃亡者の子守唄」（1970年、NTV / 東映）
- 江戸川乱歩シリーズ 明智小五郎 第4話「ダイヤモンドを喰う女」（1970年、12ch / 東映）
- 追跡 第13話「天使の弔鐘」（1973年、KTV / C.A.L）
- 非情のライセンス 第2シリーズ 第66話「兇悪の振子」（1976年、NET / 東映） - 三宅仁
- 夜明けの刑事 (TBS / 大映テレビ)
  - 第63話「母は復讐など許さない!!」 (1976年)　
  - 第81話「横須賀ストーリー殺人事件」 (1976年)　- 岡林
- お耳役秘帳 第6話「おぶん破れ傘」（1976年、KTV / 歌舞伎座テレビ） - 楠ノ瀬弥七郎
- 人魚亭異聞 無法街の素浪人 第17話「狼たちの挽歌」（1976年、NET / 三船プロ） - 三枝隼人
- 太陽にほえろ! （NTV / 東宝）
  - 第216話「テキサスは死なず!」（1976年） - 勝田
  - 第220話「ジュンの復讐」（1976年） - 勝田
  - 第542話「芝浜」（1983年） - 三沢秀之
  - 第588話「夏子という女」（1984年） - 神原博行
- NHK特集 / 明治の群像 海に火輪を 第9話「日英同盟」、第10話「小村寿太郎」（1976年、NHK） - 林董
- 江戸の旋風シリーズ（CX / 東宝）
  - 同心部屋御用帳 江戸の旋風II 第26話「花盗人」（1976年）
  - 同心部屋御用帳 江戸の旋風III 第11話「嘘と真実の間」（1977年）
  - 新・江戸の旋風 第18話「情けと涙・日暮晋作大奮斗!!」（1980年） - 与三次
- コードナンバー108 7人のリブ 第10話「黄金は欲望の輝き」（1976年、KTV / 宣弘社）
- 新・二人の事件簿 暁に駆ける! 第31話「優しい殺し屋」（1977年、ABC / 大映テレビ）
- 土曜ドラマ（NHK）
  - 兄とその妹（1978年） - 有田道夫
- 柳生一族の陰謀 第20話「花の吉原で何かが起きる?」（1979年、KTV / 東映） - 今出川公冬
- 大空港 第39話「ウルトラスーパーデカ 神坂紀子の華麗なる追跡!」（1979年、CX / 松竹） - 白石
- 長七郎天下ご免! 第8話「無情!江戸に散る花」（1979年、テレビ朝日）- 松岡進之丞
- 半七捕物帳 第22話「お照の父」（1979年、ANB / 歌舞伎座テレビ） - 定吉 ※尾上菊五郎版
- 大都会 PARTIII 第49話「黒岩軍団抹殺指令」（1979年、NTV / 石原プロ） - 小松原健作
- 西部警察シリーズ（ANB / 石原プロ）
  - 西部警察
    - 第7話「暴走刑事を撃て」（1979年） - 村木健一
    - 第25話「刑事を奪え」（1980年） - 梶岡
    - 第57話「挑戦」（1980年） - 井原順一
    - 第116話「狙撃銃・G3スナイパー」（1982年） - 尾崎吾郎

  - 西部警察 PART-II
    - 第7話「狙われた天使」（1982年） - 八神邦夫
    - 第35話「娘よ 父は…浜刑事・絶命」（1983年） - 塚本国男

  - 西部警察 PART-III（1984年）
    - 第34話「刑事無情」 - 梅沢
    - 第66話「たった一人の挑戦」 - 高沢
- 探偵物語 第19話「影を捨てた男」（1980年、NTV / 東映ビデオ） - 坂本明（竜恩遠）
- 鬼平犯科帳 第1シリーズ 第12話「さむらい松五郎」（1980年、ANB / 東宝） - 須坂の峰蔵
- 大激闘マッドポリス'80（1980年、NTV / 東映）
  - 第2話「No.1抹殺計画」
  - 第9話「殺人刑務所」 - 片岡
- 警視庁殺人課（1981年、ANB / 東映）
  - 第2話「身代金2億5千万!」
  - 第24話「仁義なき殺人・望郷の最終列車」
- 暴れん坊将軍（ANB / 東映）
  - 吉宗評判記 暴れん坊将軍 第191話「吉原、木枯し女の涙」（1981年） - 土屋孫兵衛
  - 暴れん坊将軍II
    - 第35話「恋の宴はせつのうおじゃる!」（1983年） - 九条中納言
    - 第76話「才蔵覚悟! 死者からの挑戦」（1984年） - 細谷十郎太

  - 暴れん坊将軍III
    - 第7話「運命のめぐりあい」（1988年） - 肥前屋武兵衛
    - 第32話「幽霊も泣きます! おんな坂」（1988年） - 村上出雲守（石田才蔵）
    - 第50話「初富士の花嫁、吉宗の禁じられた恋!」（1989年、TVスペシャル） - 堀田甚山
    - 第72話「おんなとおとこの夢芝居」（1989年） - 奥田勘解由
    - 第108話「復讐!鬼女の涙」（1990年） - 大杉玄蕃

  - 暴れん坊将軍IX 第10話「美人後家を守れ! 弁護人になった将軍」（1999年） - 脇坂主計頭
  - 暴れん坊将軍X 第17話「仕組まれた旦那殺し!? 絵草紙屋の女の秘密」（2000年） - 反橋出雲守
- ザ・ハングマンシリーズ（ABC / 松竹芸能）
  - ザ・ハングマン 第36話「恐怖の処刑 空中引き回し」（1981年） - 坂本（拳銃の売人）
  - 新ハングマン 第9話「連続射殺魔を騙した女結婚サギ師」（1983年） - 河西雄三（東京結婚相談所社長）
  - ザ・ハングマン4 第16話「ストリッパーが刑事のバケの皮をはぐ!」（1985年） - 石野刑事（城西署捜査二係）
  - ハングマンGOGO 第3話 「横浜・殺しのチャイナドレス!」（1987年） - 前島弁護士
- 江戸の用心棒 第14話「消された女」（1981年、CX / 東宝 / 映像京都） - 鳴海市之進
- プロハンター 第20話「ローマで起こった不思議な出来事」（1981年、NTV / セントラル・アーツ）
- 大江戸捜査網（12ch→TX / 三船プロ→ヴァンフィル）
  - 第491話「銃口に立ち向かう男」（1981年） - 千太郎
  - 新 大江戸捜査網 第2話「走れ炎のごとく新隠密軍団」（1984年） - 飛八方
- 銭形平次 第797話「逆手一文字斬り」（1982年、CX / 東映） - 筈見辰之進
- 影の軍団シリーズ（KTV / 東映）
  - 影の軍団II 第26話「「二十六人最後の首」（1982年） - 小谷仙四郎
  - 影の軍団IV 第5話「妖精は三度殺られる」（1985年） - 鬼島軍十郎
- 立花登・青春手控え 第1話「影の中の女」（1982年、NHK）
- セーラー服と機関銃（1982年、CX） - 佐久間真（原田知世主演版）
- 特捜最前線（ANB / 東映）
  - 第284話「恐喝!」（1982年） - 山中刑事（城北署）
  - 第366話「44,000人の標的!」（1984年） - 島田康雄
  - 第463話「傷痕・男達のララバイ!」（1986年） - 矢崎圭一郎
- 新・なにわの源蔵事件帳 最終話「大浪花似顔活人形」（1984年、NHK）
- 流れ星佐吉 第3話「愛しい女の大願望」（1984年、KTV / 松竹）
- 弐十手物語 第5話「やさしい男」（1984年、CX / 東映）
- 大岡越前（TBS / C.A.L）
  - 第8部 第6話「嘘つき婆さんの恩返し」（1984年8月27日） - 大滝源之進
  - 第11部 第17話「濡れ衣晴らした人情長屋」（1990年8月13日） - 玄次
  - 第14部 第13話「情けを教えた人参泥棒」（1996年9月9日） - 鎌田玄伯
- 暴れ九庵 第4話「せつない女、ふたり」（1984年、KTV / 東宝） - 源八
- 長七郎江戸日記 第1シリーズ 第79話「心はひとつ義兄弟」（1985年、NTV / ユニオン映画） - 岩戸半兵衛
- 土曜ワイド劇場（ANB）
  - 弁護士・今田一平 第2作「ヨロン島の謎」（1986年）
  - 混浴露天風呂連続殺人 第7作「OLいいたい放題ツアーと謎の美女」（1988年、ABC） - 島田哲生
  - 花ふぶき女スリ三姉妹 第4作「妻殺しの証拠の財布を狙え!」（1990年、ABC） - 島野
  - 西村京太郎トラベルミステリー 第27作「スーパービュー踊り子号 殺意の旅」（1995年、東映） - 池辺康夫
  - 炎の警備隊長・五十嵐杜夫 第4作「（秘）特務! 殺人予告VIPを警護せよ」（2006年、ABC） - 橘徹男
- あによめ（1986年、THK）
- 火曜サスペンス劇場（1986年、NTV）
  - ウエディングドレス - 花井透
  - 密漁夫婦
- 金曜女のドラマスペシャル「小野小町殺人事件」（1986年、CX / 国際放映） - 黒木
- 土曜グランド劇場 / 恋する時間です（1986年、NTV / ジェイミック） - 石田
- 誇りの報酬 第20話「いざとなったら辞表を胸に」（1986年、NTV / 東宝） - 柴田順一
- あぶない刑事 第19話「潜入」（1987年、NTV / セントラル・アーツ） - 田端
- 若大将天下ご免! 第2話「紅かんざしに燃えた剣!」（1987年、ANB / 東映） - 川勝右一
- ジャングル 第9話「悲しみの街角」（1987年、NTV / 東宝）
- ベイシティ刑事 第3話「グッドバイ わが愛しき友よ!」（1987年、ANB / 東映） - 木戸
- 水戸黄門（TBS / C.A.L）
  - 第17部 第13話「仇討ち阿波人形 -徳島-」（1987年） - 文造
  - 第23部 第33話「京の都の恋友禅 -京-」（1995年3月27日） - 坊門従三位惟光
  - 第24部（1996年）
    - 第16話「瞼の父は悪の手先 -島原-」 - 柴崎治太夫
    - 第24話「慕う坊やに娘の真心 -高岡-」 - 金森九太夫

  - 第25部 第22話「オラの息子が御落胤 -出石-」（1997年5月26日） - 青山図書
  - 第26部 第26話「幸せ運んだ世直し旅 -足利-」（1998年8月17日） - 倉塚重太夫
  - 第27部 第29話「不良娘が流した涙 -行田-」（1999年10月11日） - 沖津武太夫
  - 第28部 第22話「助っ人助さん仮祝言 -兵庫-」（2000年8月14日） - 梶本権太夫
- あきれた刑事 第2話「一触触発」（1987年、NTV / セントラル・アーツ）
- 名奉行 遠山の金さん（ANB / 東映）
  - 第1シリーズ 第18話「二つの顔の仕事人」（1988年） - 信濃屋
  - 第2シリーズ 第11話「税金に泣かされたおんな」（1989年） - 榊原修理
  - 第7シリーズ 第4話「妖怪現わる! 標的は遠山桜」（1995年） - 青山監物
- 風雲!江戸の夜明け（1989年、TX） - 伊達政宗
- ゴリラ・警視庁捜査第8班 第12話「危険地帯」（1989年、ANB / 石原プロ）
- 鬼平犯科帳 第1シリーズ 第19話「むかしの男」（1989年、CX / 松竹） - 近藤唯四郎
- 八百八町夢日記 第1シリーズ 第6話「女賊の恋」（1989年、NTV / ユニオン映画） - 三田村采女
- 妻そして女シリーズ 心霊ドラマスペシャルIII『夏色怪談』（1989年8月14日 - 8月25日、毎日放送・TBS系）- 岡本孝
- 必殺スペシャル・新春 大暴れ仕事人! 横浜異人屋敷の決闘（1990年） - 佐々木唯三郎
- さすらい刑事旅情編II 第14話「バラバラ殺人! 父を捜す美少女」（1990年、ANB / 東映）
- 三匹が斬る!（ANB / 東映）
  - 続続・三匹が斬る! 第16話「お茶壺が女を泣かす鬼街道」（1990年） - 神谷石州
  - また又・三匹が斬る! 第4話「山陰道、女いのちの賞金稼ぎ」（1991年） - 月形刑部
- ザ・刑事 第5話「熱き友情! 南米から来た謎の男!」（1990年、ANB / 東宝） - 遠山
- 月影兵庫あばれ旅 第2シリーズ 第1話「江戸で悪を斬る!」（1990年、TX / 松竹） - 中山源右衛門
- 艶姿 初春 照姫七変化（1991年、CX / 東映） - 久世相模守
- 岡っ引どぶ 最終話「仕込み十手殺人事件」（1991年、CX / 映像京都）
- ドラマ30 / 許されぬ唄（1992年、CBC）
- TBS大型時代劇スペシャル / 天下を獲った男 豊臣秀吉（1993年、TBS） - 佐々成政
- 裸の大将 第64話「生き神様になった清」（1994年、KTV / 東阪企画） - 省三
- 殿さま風来坊隠れ旅 第5話「泣き虫男の超激安戦争!」（1994年、ANB / 東映） - 絹問屋・上州屋久兵衛
- 静かなるドン 第7話「三代目のキスの味」（1994年、NTV / 光和インターナショナル）
- 江戸の用心棒 第19話「花の吉原 人斬り魔」（1994年、NTV / ユニオン映画） - 米川図書頭
- あばれ医者嵐山 第5話「夢のかけら」（1995年、TX / ユニオン映画） - 芦刈の作蔵
- 新・赤かぶ検事奮戦記 第3話「夢追い地蔵殺人事件」（1996年、ABC / 松竹） - 畑繁蔵
- 大河ドラマ（NHK）
  - 徳川慶喜（1998年） - 諏訪因幡守忠誠
  - 元禄繚乱（1999年） - 加藤越中守
  - 風林火山（2007年） - 須田新左衛門
- 南町奉行事件帖 怒れ!求馬II 第6話「生き返った幽霊」（1999年、TBS / C.A.L） - 桂幸庵
- 御家人斬九郎 第4シリーズ 第4話「恋文」（1999年、CX / 映像京都） - 山根三四郎
- 金曜エンタテイメント（CX）
  - 安岡課長の殺人会議（1999年） - 輝井常務
  - 十津川警部夫人の旅情殺人推理 第1作（2003年） - 小野実行
- 八丁堀の七人（2000年、テレビ朝日） - 北村采女
- マッチポイント!（2000年、NHK）
- 月曜ドラマスペシャル→月曜ミステリー劇場→月曜ゴールデン（TBS）
  - 名探偵キャサリン 第9作「シドニー・メルボルン殺人事件」（2000年） - 落合良平
  - おばさん会長・紫の犯罪清掃日記!ゴミは殺しを知っている 第5作（2003年） - 高橋隆一
  - 浅見光彦シリーズ 第23作「藍色回廊殺人事件」（2007年） - 清水庚四郎
  - 税務調査官・窓際太郎の事件簿 第20作（2010年） - 与那嶺清造
- 日曜劇場（TBS）
  - サラリーマン金太郎3（2002年）
  - 官僚たちの夏（2009年） - 小川万作
- 空から降る一億の星（2002年、CX）
- ハコイリムスメ!（2003年、KTV）
- 西村京太郎サスペンス 十津川警部シリーズ 第30作「パリ・東京殺人ルート」（2003年、TBS） - 今岡警視
- 人間の証明（2004年） - 郡陽平
- 江戸前鮨職人きららの仕事（2005年、TBS） - 藤原重光
- 水曜ミステリー9 / 神楽坂署生活安全課 第1作（2005年、TX） - 吉川和男
- 緋の十字架（2005年、THK） - 大河内将造
- 木曜ドラマ / 松本清張 けものみち 第3話「本物のワル」（2006年、EX） - 柏木圭伍
- 警視庁捜査一課9係 season2 第7話「狙われた誕生会」（2007年、EX） - 銀行頭取
- 週刊 赤川次郎（2007年、TX） - 笹村院長
- 火曜ドラマ / 貧乏男子 ボンビーメン（2008年、NTV） - 井上五郎
- 金曜ナイトドラマ / サラリーマン金太郎（2008年、EX） - 川井会長
- 陽炎の辻〜居眠り磐音 江戸双紙〜 「夢の通い路」（2009年、NHK） - 青石屋千代右衛門
- 窓際太郎の事件簿11（2010年、TBS）

### Vシネマ
- プレイメイト殺人事件 天国へいかせて（1990年、バンダイ）
- セーラー服TATOO（1991年、ビップ）
- 女死刑囚（1991年、日本ビデオ映画）
- 名のない男 破壊!（1991年、東映ビデオ）
- 天使の砲弾（1992年、SHSプロジェクト）
- 追いつめる（1992年、東映ビデオ）
- Hなビンビン大作戦（1992年、ケイエスエス）
- 撃走バトルキング（1993年、にっかつビデオ）
- スウィートルーム2（1993年、にっかつビデオ）
- 女豹 灼熱のスナイパー（1996年、日活）- 竹内
- ナイフ（1996年、ケイエスエス）
- 極道の2号たち（1996年、ミュージアム）
- 極道の2号たち2 嗚呼! 現金と共に去りぬ（1997年、ミュージアム）
- XX(ダブルエックス) しなやかな美獣（1997年、東映ビデオ）
- 仁義なき野望2（1997年、東映ビデオ）
- 世紀末博狼伝サガ（1997年、ケイエスエス）
- 難波金融伝 ミナミの帝王10 堕ちる女（1998年、ケイエスエス）
- 監禁逃亡 淫魔（1998年、ジャパンホームビデオ）
- 借王 （シャッキング）8 狙われた学園（2005年、日活）- 私立讃徳学園事務局長 ハンダ

### 舞台
- 渡哲也特別記念公演「信長」（1996年10月、大阪・新歌舞伎座）
- ピアニスト（1997年)
- アニーよ銃を取れ（1997年)
- 兄おとうと（1999年)
- 友情（2000年)
- 銀座ロマン（2004年)
- Shuffle～シャッフル（2005年)

### 歌番組、バラエティー番組
- スター千一夜（フジテレビ）
- ミュージック・フェア（フジテレビ）
- シャボン玉ホリデー（日本テレビ）
- いつみても波瀾万丈（日本テレビ）
- クイズ面白ゼミナール（NHK総合）
- ザッツ・ミュージック（NHK総合）
- コメディーお江戸でござる（NHK総合）

### ラジオ
- ラジオドラマ NHK-FMシアター「大黒屋光太夫」（2003年8月23日） - サンクトペテルブルク商務長官
- セッション(505→現在は20xx)（NHK-FM） - 番組MC担当　※放送当時は『セッション'94』など番組名には年号が入っており、冒頭で鹿内が「セッション○○!!」とコールするのが恒例であった。